# بورزونا (سيوداد ريال)
بلدية بورزونا (بالإسبانية: Porzuna)‏، هي إحدى بلديات مقاطعة سيوداد ريال إحدى مقاطعات إسبانيا، والتي تقع في منطقة قشتالة لا منتشا وسط إسبانيا.
يبلغ عدد سكانها 4.047 نسمة وفقاً لإحصائية سنة (2007).